# بوب بيري (فلاح)
بوب بيري (بالإنجليزية: Bob Berry)‏ هو فلاح نيوزيلندي، ولد في 11 يونيو 1916 في غيسبورن ‏ في نيوزيلندا، وتوفي في 2 أغسطس 2018.